# Симфония № 7 (Прокофьев)
Симфония № 7, до-диез минор, соч. 131 — симфония Сергея Прокофьева, написанная в 1952 году, за год до смерти композитора.

## История создания
И. В. Нестьев привёл слова С. С. Прокофьева о Седьмой симфонии из обращения радиослушателям Англии 21 ноября 1952 года: «Эту симфонию я назвал юношеской. Я назвал её так потому, что симфония <…> навеяна мыслями о радости пути молодежи моей Родины. Духовная красота и сила советской молодежи, жизнерадостность и устремленность вперед, в будущее — вот что хотелось мне отразить <…>». Таким образом, композитор отказался от предназначавшегося для радио первоначального замысла «Симфонии для детей». Сочинение опуса было закончено летом 1952 года. В этом произведении отмечается тенденция к упрощению музыкального языка, превалируют меланхоличные и ностальгические настроения. 

## Структура
Симфония имеет общую продолжительность 30—35 минут и состоит из четырёх частей:
1. Moderato
2. Allegretto — Allegro
3. Andante espressivo
4. Vivace — Moderato marcato

## Состав оркестра
Деревянные духовые инструменты
- флейта-пикколо
- 2 флейты
- 2 гобоя
- английский рожок
- 2 кларнета
- бас-кларнет
- 2 фагота

Медные духовые инструменты
- 4 валторны
- 3 трубы
- 3 тромбона
- туба

Ударные инструменты
- литавры
- большой барабан
- малый барабан
- тарелки
- бубен
- треугольник
- деревянная коробочка
- ксилофон
- колокольчики

Клавишные
- фортепиано

Струнные
- арфа
- скрипки (первые и вторые)
- альты
- виолончели
- контрабасы

## Премьера
Впервые исполнена 11 октября 1952 года в Москве оркестром под управлением Самуила Самосуда. Премьера имела успех, и в 1957 году, спустя четыре года после смерти Прокофьева, симфония была удостоена Ленинской премии.

## Записи
| Год  | Оркестр                                               | Дирижёр                 | Лейбл звукозаписи и каталожный номер  | Примечание                                              |
| ---- | ----------------------------------------------------- | ----------------------- | ------------------------------------- | ------------------------------------------------------- |
| 1952 | Симфонический оркестр Всесоюзного радио               | Самуил Самосуд          | Д — 01476-7 (1953)                    |                                                         |
| 1953 | Филадельфийский оркестр                               | Юджин Орманди           | Naxos, 980330 (2000)                  |                                                         |
| 1954 | Чешский филармонический оркестр                       | Николай Аносов          | Arlechino, ARL 113                    |                                                         |
| 1955 | Оркестр Филармония                                    | Николай Малько          | Warner Classics, 3822292 (2007)       | Первая стереофоническая запись симфонии                 |
| 1957 | Оркестр концертного общества Парижской консерватории  | Жан Мартинон            | Testament, SBT1296 (2003)             |                                                         |
| 1960 | Симфонический оркестр Баварского радио                | Рудольф Кемпе           | Archipel Records, ARPCD0530 (2011)    |                                                         |
| 1962 | Симфонический оркестр Штутгартского радио             | Hans Müller-Kray        | SWR Digital, SWR10219 (2014)          |                                                         |
| 1967 | БСО ЦТ и ВР                                           | Геннадий Рождественский | MEL CD 10 01797 (2011)                | Издано в составе полного комплекта симфоний композитора |
| 1967 | Оркестр Юго-Западного радио Германии                  | Heribert Esser          | SWR Digital, SWR 10586 (2020)         |                                                         |
| 1971 | Токийский филармонический оркестр                     | Кадзуо Ямада            | Columbia Music Ent., TWCO-1010 (2012) |                                                         |
| 1974 | Национальный оркестр Французского радио и телевидения | Жан Мартинон            | Vox, CDX5001                          |                                                         |
| 1974 | Лондонский филармонический оркестр                    | Вальтер Веллер          | Decca, 4786475 (2014)                 | Издано в составе полного комплекта симфоний композитора |
| 1977 | Лондонский симфонический оркестр                      | Андре Превин            | Warner Classics, 9072312 (2011)       |                                                         |
| 1977 | Симфонический оркестр Баварского радио                | Клаус Теннштедт         | Profil Medien, PH17004 (2017)         |                                                         |
| 1977 | Чешский филармонический оркестр                       | Зденек Кошлер           | Supraphon, SU40932 (2012)             | Издано в составе полного комплекта симфоний композитора |
| 1985 | Королевский шотландский национальный оркестр          | Неэме Ярви              | Chandos, CHAN8442                     |                                                         |
| 1986 | Национальный оркестр Франции                          | Мстислав Ростропович    | Warner Classics, 0825646967551 (2008) | Издано в составе полного комплекта симфоний композитора |
| 1989 | Берлинский филармонический оркестр                    | Сэйдзи Одзава           | Deutsche Grammophon, 4637612          | Издано в составе полного комплекта симфоний композитора |
| 1989 | Лос-Анджелесский филармонический оркестр              | Андре Превин            | Philips, 4784823 (2012)               |                                                         |
| 1990 | Бергенский филармонический оркестр                    | Ole Kristian Ruud       | Simax, PSC1060 (2008)                 |                                                         |
| 1994 | Национальный симфонический оркестр Украины            | Теодор Кучар            | Naxos, 8553054                        |                                                         |
| 1995 | Кливлендский оркестр                                  | Владимир Ашкенази       | Decca, 4705282 (2002)                 |                                                         |
| 2003 | Московский симфонический оркестр                      | Владимир Зива           | Vista Vera, VVCD-00051                |                                                         |
| 2004 | Лондонский симфонический оркестр                      | Валерий Гергиев         | Philips, 4757655 (2006)               | Издано в составе полного комплекта симфоний композитора |
| 2007 | Гюрцених-оркестр                                      | Дмитрий Китаенко        | Capriccio, C7190 (2015)               | Издано в составе полного комплекта симфоний композитора |
| 2009 | Сиднейский симфонический оркестр                      | Владимир Ашкенази       | Exton, EXCL-00099                     | Издано в составе полного комплекта симфоний композитора |
| 2009 | Японский филармонический оркестр                      | Александр Лазарев       | Exton, OVCL00384 (2009)               |                                                         |
| 2012 | Филармонический оркестр Нидерландского радио          | James Gaffigan          | Challenge Classics, CC 72714 (2016)   |                                                         |
| 2013 | Bournemouth Symphony Orchestra                        | Кирилл Карабиц          | Onyx, ONYX4137 (2014)                 |                                                         |
| 2014 | Немецкий симфонический оркестр Берлина                | Туган Сохиев            | Sony Music, 88985419432 (2017)        |                                                         |
| 2015 | Бергенский филармонический оркестр                    | Эндрю Литтон            | BIS, BIS2134 (2016)                   |                                                         |
| 2016 | Orquestra Sinfônica do Estado de São Paulo            | Marin Alsop             | Naxos, 8573620 (2017)                 |                                                         |
|      | СО Мариинского театра                                 | Валерий Гергиев         | Mariinsky, MAR0577 (2016)             |                                                         |